# 다이아몬드 트라이브
다이아몬드 트라이브 (Diamond Tribe)는 대한민국의 힙합 크루다. 시작은 2002~2003년 경으로 이전부터 결성하여 활동하고 있던 mo'REAL이 온라인 상에서 juNi와 만나고, 그 외 정견 (현 J'Kyun), Freestarr, LEGO와 결성한 크루다. 크루의 첫 활동은 juNi의 Made in Canada였다. 이후 2009년 미니 앨범을 준비 중이며, 〈뭘 좀 알아〉를 선싱글로 낼 예정이라고 자신들의 공식 클럽을 통해 발표하였다. 그러나 이 미니 앨범은 2012년에 이르기까지 나오지 않았으며 〈뭘 좀 알아〉는 J'Kyun의 앨범에 수록되어 발표되었다. 2010년 J'Kyun은 인터뷰에서 "지금은 각자 다른 일을 하고 있지만, 언제 만나도 예전과 똑같다"라고 밝혀 친분은 유지되고 있으나 음악적인 계획을 세우기엔 무리가 있을 것임을 암시하였다.
2012년 기준으로 음악 활동을 활발하게 이어가는 멤버는 Marco와 J'Kyun 뿐이다.

## 멤버

### 현재 멤버
- Marco - 前 mo'REAL
- J'Kyun
- juNi aka KoriYa
- Freestarr

### 탈퇴 멤버
- LEGO
- Lugar - 前 mo'REAL

## 단체곡
- Let's Get It On - J'Kyun, mo'REAL, Freestarr 참여 (J'Kyun Just Clap 수록)
- How We Do - Marco, juNi, J'Kyun, Freestarr 참여 (Marco Music is My Life 수록)
- 〈뭘 좀 알아〉 - Marco, juNi, J'Kyun, Freestarr 참여 (J'Kyun RE-Birthday 수록)